# St. Josef (Schlieren)

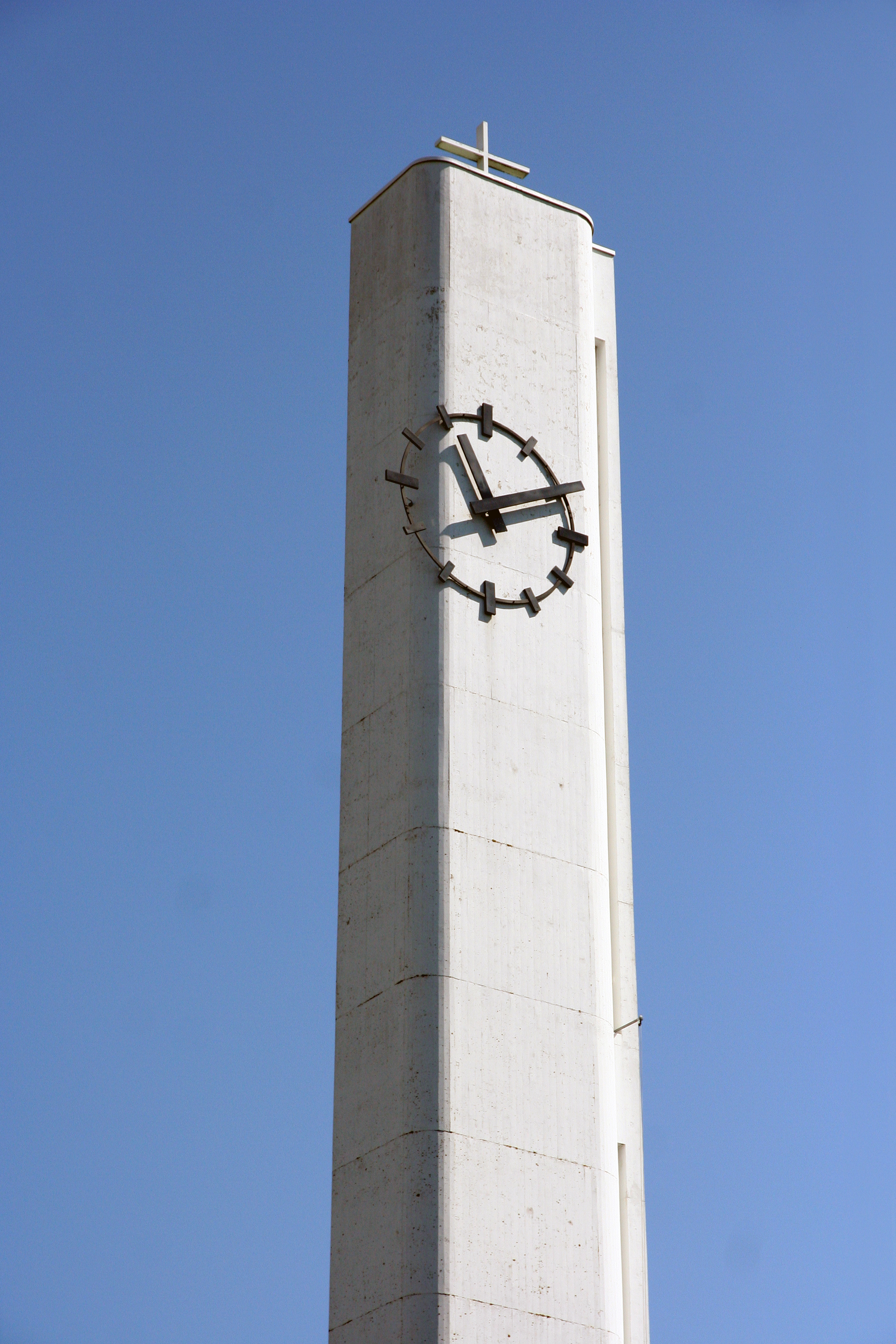
Kirche St. Josef, Glockenturm

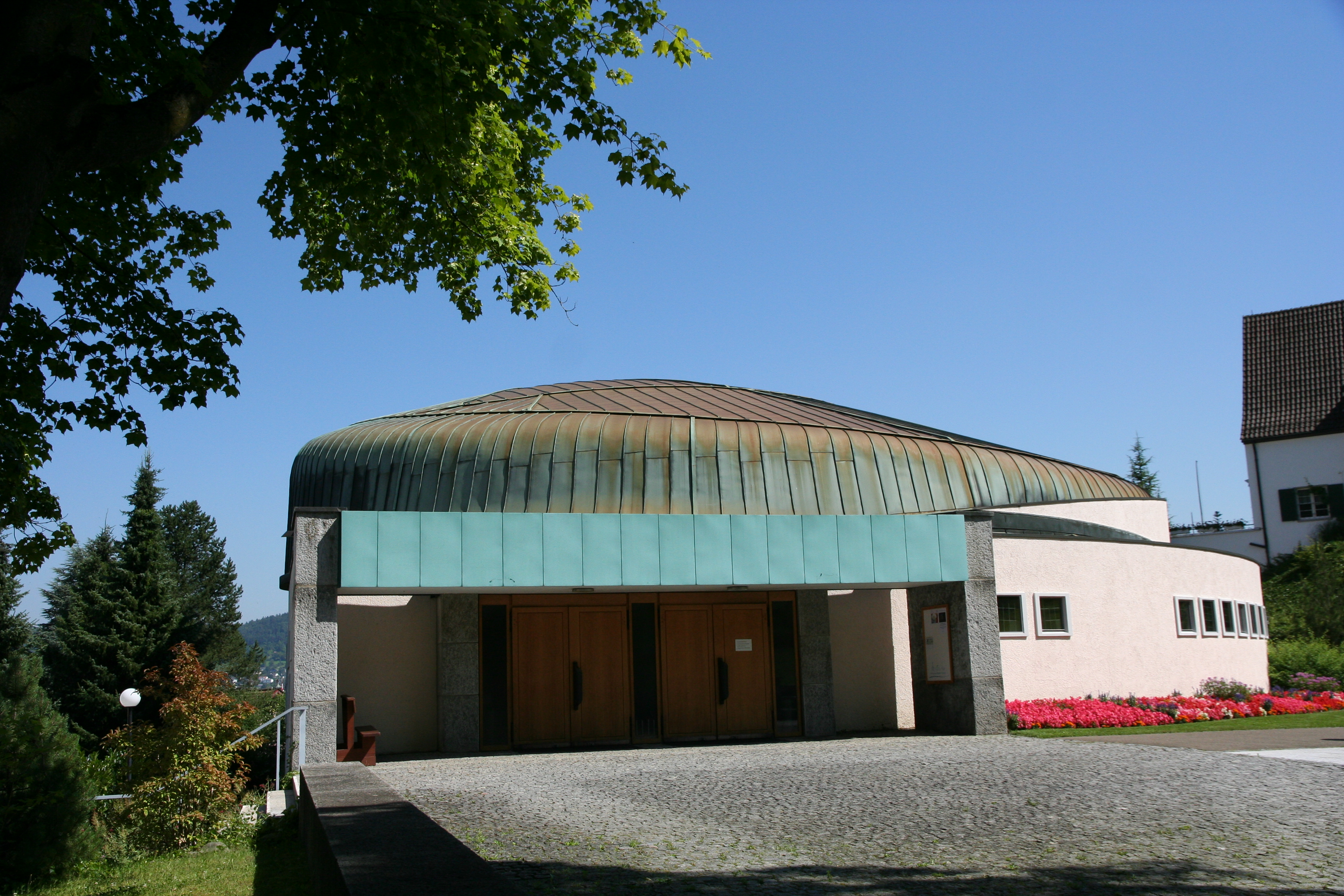
Aussenansicht von Süden

Die Kirche St. Josef ist die römisch-katholische Pfarrkirche von Schlieren im Kanton Zürich. Sie steht an der Ecke Uitikonerstrasse/Dammweg.

## Geschichte

### Vorgeschichte
Im 828 erstmals als Sleiron (= «Flussgeröll») erwähnten Schlieren gab es spätestens ab dem Hochmittelalter eine der hl. Agatha geweihte Kirche. Um diese Kirche gab es im Jahr 1245 einen Konflikt zwischen Rudolf d. J. von Habsburg und der Äbtissin des Fraumünsters in Zürich. Der Entscheid erkannte die Kirche als Filialkirche von St. Peter dem Fraumünster zu, die Vogtei darüber dem Grafen von Habsburg. 1259 verkauften die Habsburger ihre Güter in Dietikon und Schlieren samt Gerichten und Vogtei über die Leute Muris an das Kloster Wettingen, ausgenommen das Kirchenpatronat, Zoll und die aus der Grafschaft zufallenden Rechte. 1378 wurde St. Agatha Schlieren dem Spital in Zürich inkorporiert und zehntpflichtig. Am 19. November 1498 wurde Schlieren vertraglich ein eigener Priester zugesagt, der von den Spitalpflegern und dem Meister dem Bischof von Konstanz vorzuschlagen war. 1511, kurz vor der Reformation, wurde Schlieren eine eigenständige Pfarrei. Da St. Agatha Schlieren wie 38 weitere Gemeinden zum Dekanat St. Peter Zürich gehörte, wurde nach der Reformation in Zürich ab dem Jahr 1523 auch in Schlieren die Feier katholischer Gottesdienste untersagt. Fortan wurde die mittelalterliche Kirche von Schlieren als reformierte Kirche weitergenutzt.

### Entstehungs- und Baugeschichte
Das Toleranzedikt von 1807 erlaubte erstmals seit der Reformation wieder die Feier des katholischen Gottesdienstes, allerdings örtlich auf die Stadt Zürich beschränkt. Im Rahmen der Niederlassungs- und Religionsfreiheit des schweizerischen Bundesstaates von 1848 war es den Katholiken möglich, sich im traditionell reformiert geprägten Kanton Zürich niederzulassen. So lebten im Jahr 1850 in Schlieren 15 Katholiken. Der Bau der Spanisch-Brötli-Bahn und die dadurch beschleunigt einsetzende Industrialisierung im Limmattal veranlassten die ersten Katholiken aus den katholisch geprägten Kantonen, aber auch aus dem nahen Ausland, sich in Schlieren niederzulassen. Da sich in der Nachbargemeinde Dietikon die paritätisch genutzte Kirche St. Agatha befand, konnten die Katholiken von Schlieren die Gottesdienste in Dietikon besuchen. Als 1899 in Altstetten die Pfarrei Heilig Kreuz gegründet wurde, wurde Schlieren der Pfarrei in Altstetten zugeteilt. Die stark steigende katholische Bevölkerung von Schlieren veranlasste die Verantwortlichen, bereits im Jahr 1907 in Schlieren ein Baugrundstück für eine Notkirche zu erwerben. Infolge des Ersten Weltkrieges verzögerte sich jedoch der 1914 geplante Kirchbau um mehrere Jahre. Als die St. Josefskapelle im Dezember 1923 nach Plänen des renommierten Architekten Adolf Gaudy, Rorschach, fertiggestellt wurde, ernannte der Bischof von Chur, Georg Schmid von Grüneck, Schlieren per 27. Dezember 1923 zu einer eigenständigen Pfarrei. Zur neu gegründeten Pfarrei Schlieren gehörten auch die Orte Urdorf, Unter- und Oberengstringen sowie Weiningen und Fahrweid. Am 20. Dezember 1923 wurde die St. Josefskapelle durch Dekan Meyer, Winterthur, benediziert. 1930 erfolgte der Bau des Pfarrhauses neben der St. Josefskapelle. 1943 wurden die Pfarreiangehörigen aus Oberengstringen der neu gegründeten Pfarrei Heilig Geist in Zürich-Höngg zugeteilt. Ab 1945 wurde die Errichtung einer Pfarrei in Urdorf angegangen. 1947 wurde in Urdorf ein Baugrund erworben. Als nach dem Zweiten Weltkrieg die katholische Bevölkerung von Schlieren weiter anstieg, drängte sich der Bau einer grossen Kirche auch in Schlieren auf. Damit hatte die Pfarrei gleich zwei Kirchenbauprojekte in Angriff zu nehmen. Per 5. Juni 1953 wurde für Schlieren die Kirchenstiftung St. Josef gegründet, per 5. Juli 1954 wurde ein Kirchenbauverein für Urdorf eingerichtet. Da sich Urdorf von einer Anbindung an die Pfarrei St. Agatha Dietikon eine raschere Realisierung einer eigenen Kirche erhoffte, löste sich Urdorf 1955 von St. Josef Schlieren ab. Fortan konzentrierten sich die Kräfte in Schlieren für den eigenen Kirchbau. So wurde am 22. Oktober 1955 eine Baukommission bestellt und ein Architekturwettbewerb ausgeschrieben. Es handelte sich hierbei um einen nicht öffentlich ausgeschriebenen Wettbewerb, zu dem vier namhafte Stadtzürcher Kirchenarchitekten eingeladen waren: Fritz Metzger (Erbauer u. a. der Kirchen Maria Lourdes (Zürich-Seebach), St. Felix und Regula (Zürich-Hard) und St. Theresia (Zürich-Friesenberg)), Karl Strobel (Erbauer der Kirchen Erlöser (Zürich-Riesbach) und der ersten Kirche Heilig Geist Zürich-Höngg), Karl Higi (Erbauer u. a. von Allerheiligen (Zürich-Neuaffoltern), Kloster Ingenbohl und der zweiten Kirche Heilig Geist Zürich-Höngg) und Alois Moser (Erbauer u. a. der Kirchen St. Maria Würenlos und Bruder Klaus Killwangen). Am 13. Juni 1957 wurde das Projekt Concha von Architekt Karl Higi zur Ausführung ausgewählt. Zunächst bestand bei den Katholiken von Schlieren der Wunsch, die neue Kirche mehr im Zentrum von Schlieren zu errichten, was aber aus zwei Gründen nicht realisiert werden konnte: Die einen Baugrundstücke waren zu teuer, die anderen wurden den Katholiken für den Bau ihrer neuen Kirche nicht überlassen. Deshalb entschieden die Verantwortlichen der Pfarrei, den Baugrund der St. Josefskapelle auch für den Neubau der St. Josefskirche beizubehalten, was zwei Vorteile für die Pfarrei hatte: Zum einen konnte das Pfarrhaus unmittelbar neben der Kirche stehen blieben, zum anderen ermöglichte der Baugrund eine weithin gut sichtbare Kirche. Als der Gemeinderat von Schlieren 1958 das Baugesuch der katholischen Pfarrei bewilligte, machte er dies unter einer ganzen Reihe von Bedingungen, so verlangte er u. a., dass der Kirchturm weniger hoch zu planen sei. Weil der Baugrund für den Kirchenneubau geräumt werden musste, die St. Josefskapelle aber demontierbar und somit weiter nutzbar war, wurde diese 1958 abgebaut und der Kirchgemeinde Sulgen im Thurgau verkauft. Diese errichtete die St. Josefskapelle in Bürglen, wo sie noch heute (Stand 2014) steht. Am 12. April 1959 erfolgte die Grundsteinlegung für die neue Schlieremer Kirche durch den emigrierten ungarischen Armeebischof Hahsz. Anschliessend wurde der Bau der Kirche St. Josef nach den Plänen von Architekt Karl Higi realisiert. Am 6. März 1960 wurden die neu gegossenen Glocken am Fusse des Kirchturms geweiht und am 9. März von rund 1000 Schülern aus Schlieren und den umliegenden Orten in den Kirchturm aufgezogen. Am 27. März 1960 wurde die Kirche St. Josef von Bischof Christian Caminada geweiht. Als in Oberengstringen im Jahr 1964 die neu gebaute Kirche St. Mauritius fertiggestellt war, wurden die bis zu diesem Zeitpunkt bei St. Josef Schlieren verbliebenen Katholiken von Unterengstringen der neu gegründeten Pfarrei Oberengstringen zugeteilt. 1975 wurde die Kirche St. Josef Schlieren aussen renoviert. Als 1978 auf der gegenüberliegenden Strassenseite die Liegenschaft Uitikonerstrasse 32 erworben werden konnte, begann die Pfarrei mit der Planung eines eigenen Pfarreizentrums. Dieses wurde in den Jahren 1982–1983 erbaut und am 21. August eröffnet. 2010 erfolgte die Innensanierung der Kirche. Zwischen 2003 und 2016 gehörte die Pfarrei St. Josef zusammen mit den Pfarreien St. Agatha (Dietikon) und St. Josef (Dietikon) zum Seelsorgeraum Dietikon-Schlieren, der 2016 wieder aufgelöst wurde. Einer der Gründe für die Aufhebung des Seelsorgeraumes war das rasante Wachstum der Wohnbevölkerung im Limmattal. 2016 wurde der Kirchturm saniert, 2019 wurde der Neubau des Pfarreizentrums fertiggestellt.
Die Pfarrei St. Josef ist mit ihren 6'334 Mitgliedern (Stand 2021) eine der mittelgrossen katholischen Kirchgemeinden des Kantons Zürich.

### Namensgebung
Der hl. Josef ist der Patron der Arbeiter und der Familienväter. Da in Schlieren viele katholische Arbeiterfamilien zugezogen waren, wurde die 1923 erbaute Schlieremer Kapelle samt zugehöriger Pfarrei dem hl. Josef geweiht.

## Kirchbauten

### St. Josefskapelle (1923–1958)

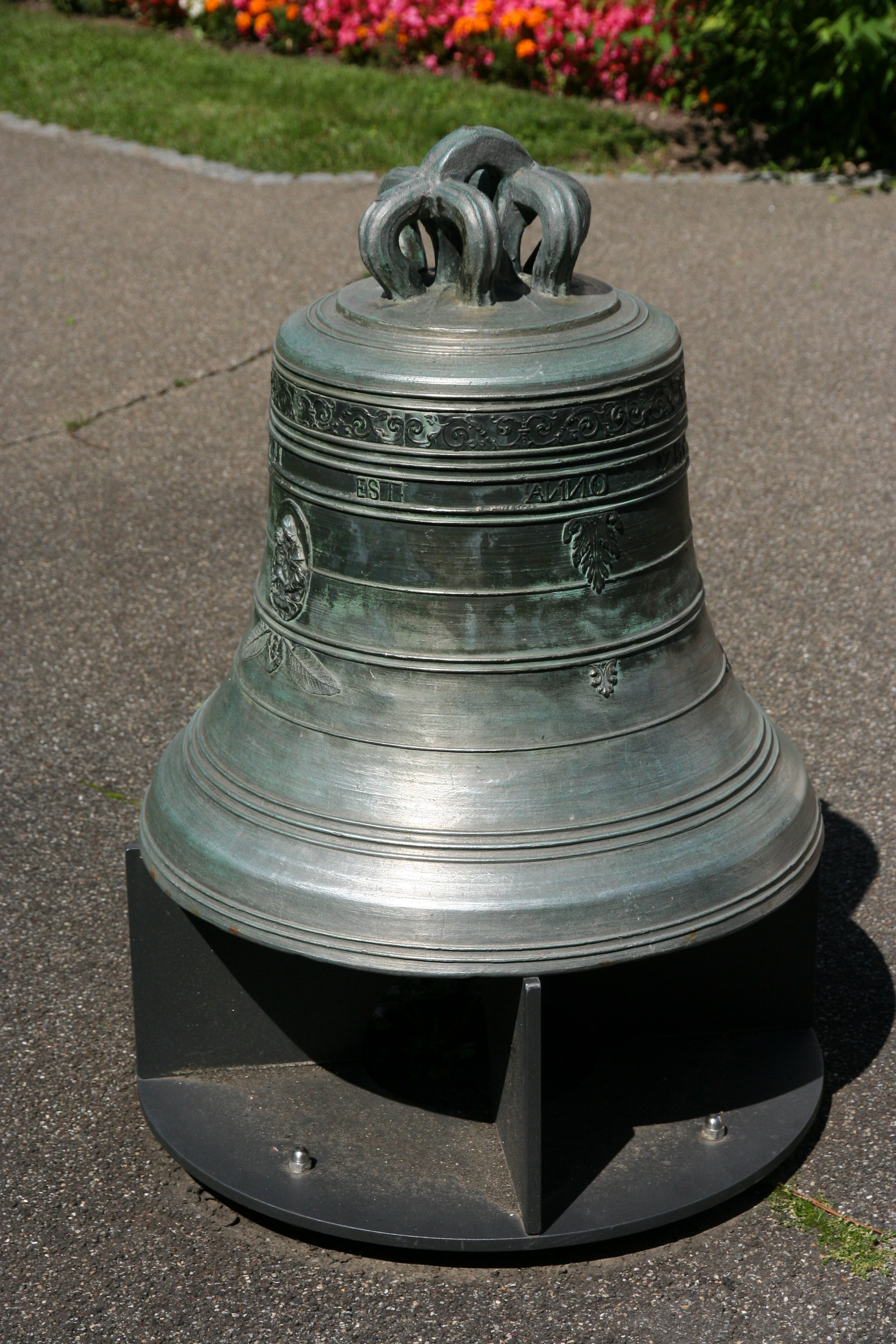
Glocke von 1738

Architekt Adolf Gaudy errichtete die St. Josefskapelle an der damaligen Oberen Uitikonerstrasse auf ansteigendem Gelände. Aus topografischen Gründen war die St. Josefskapelle nicht geostet, sondern zeigte nach Süden. Es handelte sich um einen einschiffigen Bau, der über dem Altarraum einen Dachreiter für das St. Josefsglöcklein trug. Abgeschlossen wurde die Kirche auf der Südseite durch einen eingezogenen Chor, der links und rechts neben dem Hochaltar zwei polygone Ochsenaugen hatte. Die Aussenwandverkleidung der Kapelle bestand aus Eternitplatten.
Die einstige Glocke der St. Josefskapelle befindet sich heute auf der Südseite der St. Josefskirche. Sie war im Jahr 1738 gegossen worden und trägt die Inschrift ET VERBUM FACTUM EST (= Und das Wort wurde wahr) nach Joh 1, 14. Nach dem Abbau der St. Josefskapelle im Jahr 1958 wurde die Kapelle in den Kanton Thurgau verbracht, die St. Josefsglocke verblieb dagegen als Erinnerung an die Kapelle in Schlieren.

### St. Josefskirche (ab 1960)

#### Kirchturm und Äusseres
Die heutige Kirche St. Josef befindet sich südlich des Stadtzentrums von Schlieren an der Ecke Uitikonerstrasse/Dammweg unmittelbar am Damm der Eisenbahnstrecke Zürich–Zug. Weithin sichtbar ragt der 33 Meter hohe weisse Betonkirchturm über der Stadt Schlieren, sodass die Lage der Kirche weithin sichtbar ist. Seit 1962 besitzt der Turm eine Kirchenuhr mit Schlagwerk. Über Treppen und Wege gelangt der Besucher von den tiefer gelegenen Strassen zum Kirchplatz und zur Kirche. Die Kirche St. Josef ist ein elliptischer Betonbau mit einer kupferbedeckten Kuppel, die von ihrer Konstruktion her an eine Jakobsmuschel erinnert. Dort, wo bei einer Muschel die Perle sitzt, befindet sich unter dem Dach der St. Josefskirche der Altar. Unter einem Vordach hindurch gelangt der Besucher zum Hauptportal der Kirche.
Das Geläut der Kirche St. Josef stammt aus der Giesserei H. Rüetschi, Aarau, und wurde dort am 13. Januar 1960 gegossen. Die fünf Glocken sind auf das Geläut der reformierten Kirche Schlieren abgestimmt.
| Nummer | Gewicht | Ton | Widmung                  |
| ------ | ------- | --- | ------------------------ |
| 1      | 1410 kg | es1 | Dreifaltigkeit           |
| 2      | 970 kg  | f1  | Assumpta (Mutter Gottes) |
| 3      | 590 kg  | as1 | St. Josef                |
| 4      | 395 kg  | b1  | St. Agatha               |
| 5      | 290 kg  | c2  | Schutzengel              |

#### Innenraum und künstlerische Ausstattung

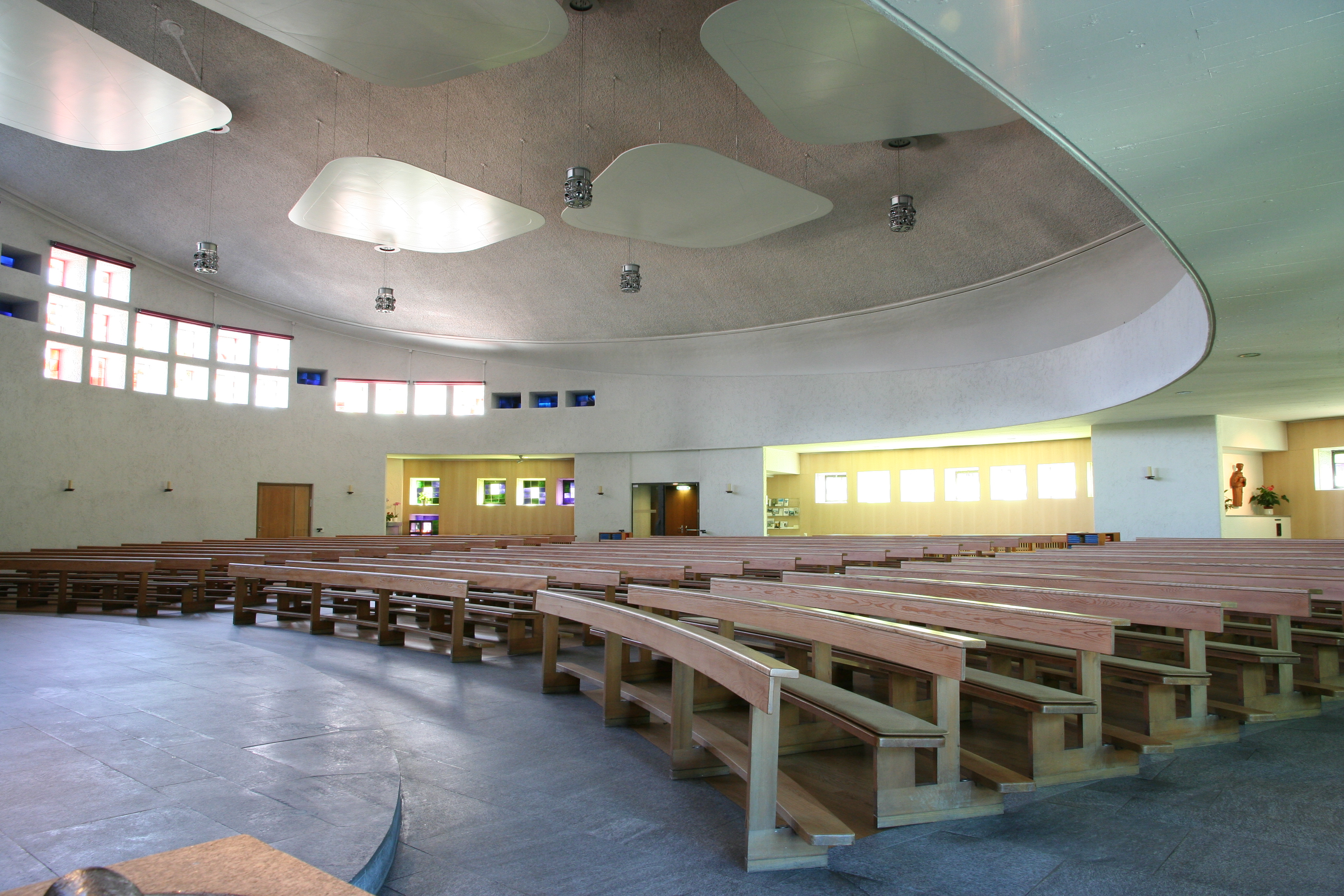
Innenansicht

Der elliptische Innenraum verfügt über 500 Sitzplätze. Da der Kirchenraum ohne Säulen auskommt, bietet die Kirche von allen Sitzplätzen aus freie Sicht auf den Altarraum. Die Kirchenbänke sind im Halbkreis angeordnet und richten sich auf den Altar aus, den architektonischen Mittelpunkt der Kirche. Die Mauern und die Decke sind verputzt und hell gestrichen, der Boden besteht aus Tessiner Granit. Ein Band von Buntglasfenstern folgt auf der Ostseite dem ansteigenden Kirchendach und lässt gedämpftes Tageslicht ins Kircheninnere treten. Der Altar war ursprünglich vorvatikanisch als Hochaltar konzipiert, stand aber von Anfang an etwas von der Chorwand weggerückt. So konnte er auch nach der Liturgiereform des Zweiten Vatikanischen Konzils an seinem Platz stehen bleiben und als Volksaltar benutzt werden. In der ersten Zeit befand sich der Tabernakel noch auf dem Altar, und aus Granit geschaffene Kommunionbänke grenzten den Altarraum vom Kirchenschiff ab. Nach der Liturgiereform wurden die Kommunionbänke abgebaut, und der Tabernakel fand auf der linken Seite des Altars auf einem neu geschaffenen Granitsockel Aufstellung. Gleichzeitig wurde rechts vom Altar ein Ambo platziert. An der Chorwand befindet sich ein feuervergoldetes Kreuz des Künstlers Ferdinand Hasler, Altstätten. Von Ferdinand Gehr stammen die Buntglasfenster, Bildhauer Josef Rickenbacher, Steinen, schnitzte den Kirchenpatron, den hl. Josef. Als weiteres wichtiges Gestaltungselement befindet sich unter der Orgelempore der Taufstein, der im Gegensatz zu den meisten anderen vorvatikanischen Kirchen nicht noch zunächst im hinteren Bereich der Kirche aufgestellt gewesen war, sondern sich von Anfang an neben dem Altarbezirk befunden hatte.
Bei der Innensanierung der Kirche im Jahr 2010 wurden sieben grosse Deckensegel sowie im hinteren Teil der Kirche Holzelemente montiert, um die Akustik der Kirche zu verbessern.

#### Orgel

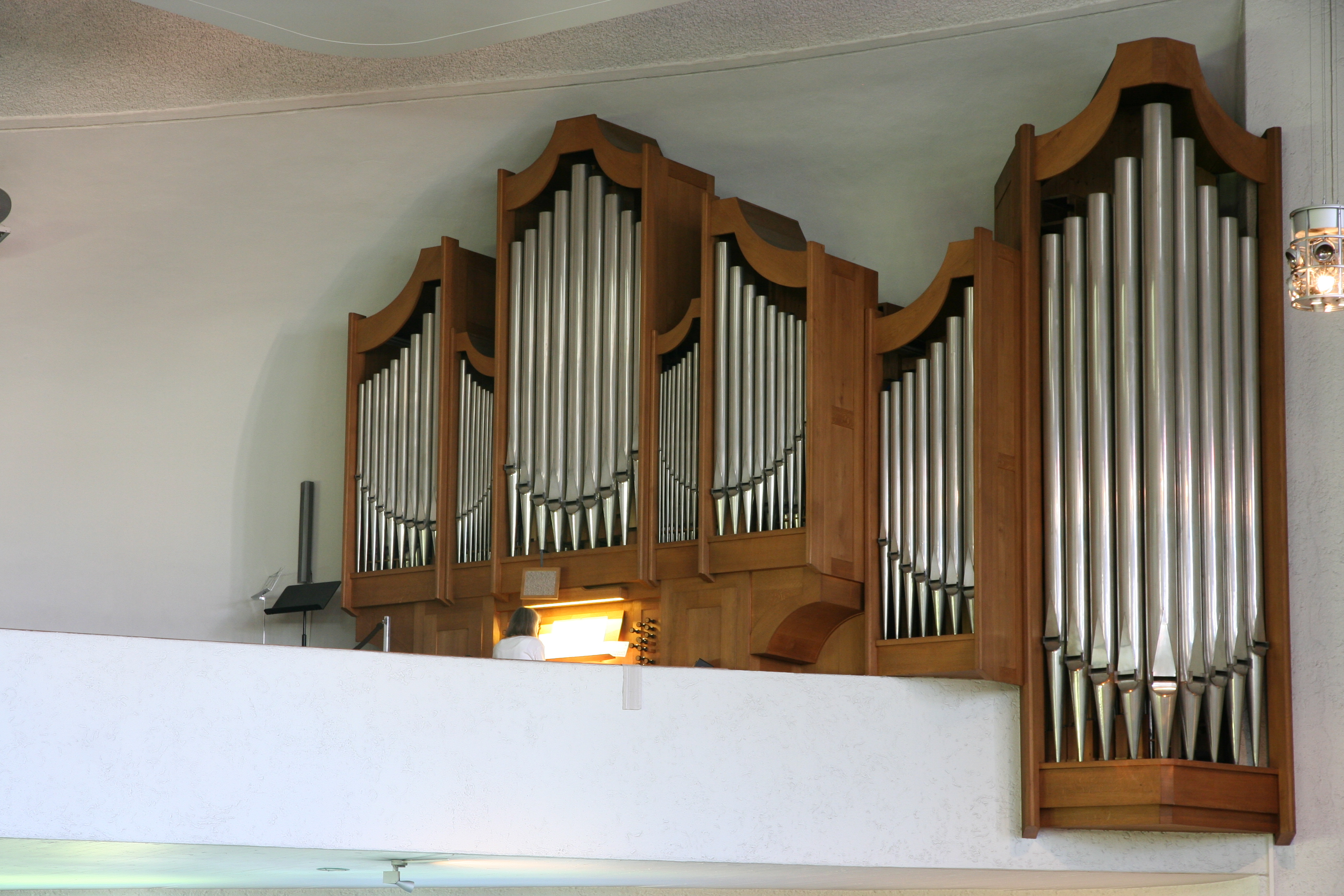
Späth-Orgel von 1989

1959 wurde ein erstes Instrument von der Orgelbaufirma Späth, Rapperswil, aufgebaut. Es handelte sich um eine Orgel mit 22 Registern, welche 1975 eine Totalrevision erfuhr. Da die Orgel in den 1980er Jahren immer anfälliger wurde, entschied die Kirchgemeinde nach Abklärungen einer einberufenen Orgelkommission den Ersatz des bestehenden Instruments durch einen Orgelneubau. Als die Firma Orgelbau Späth den kostengünstigen Vorschlag unterbreitete, ein neues Instrument unter Verwendung der noch brauchbaren Elemente der Vorgängerorgel zu erbauen, erhielt die Firma den Zuschlag für die neue Orgel. Wesentliche Unterschiede der beiden Orgeln sind die Abkehr von einem Freipfeifenprospekt hin zu einer traditionellen Bauweise mit Orgelgehäuse sowie der Wechsel von einer röhrenpneumatischen Taschenladenorgel zu einer mechanischen Schleifladenorgel. Das Pfeifenmaterial wurde weitgehend übernommen und durch drei neue Register ergänzt. So besitzt die 1989 erbaute Späth-Orgel 25 Register auf zwei Manualen samt Pedal. Am 25. Juni 1989 fand die Orgelkollaudation samt einem Orgelkonzert von Pater Ambros Koch, Kloster Fischingen, statt.
Disposition der Späth-Orgel:
| Hauptwerk C–g3 |       |
| Bourdon        | 16′   |
| Prinzipal      | 8′    |
| Hohlflöte      | 8′    |
| Gedackt        | 8′    |
| Oktave         | 4′    |
| Spitzflöte     | 4′    |
| Quinte         | 2 ⁄3′ |
| Superoktave    | 2'    |
| Mixtur III     | 1 ⁄3′ |
| Trompete       | 8′    |

| Schwellwerk C–g3 |                  |
| Rohrflöte        | 8′               |
| Salicional       | 8′               |
| Prinzipal        | 4′               |
| Blockflöte       | 4′               |
| Flageolet        | 2′               |
| Sesquialter      | 2 ⁄3′ und 1 3⁄5′ |
| Cymbel III       | 1⁄2′             |
| Oboe             | 8'               |
| Tremulant        |                  |

| Pedal C–f1     |       |
| Prinzipalbass  | 16′   |
| Subbass        | 16′   |
| Oktavbass      | 8′    |
| Gedacktbass    | 8′    |
| Choralbass     | 4′    |
| Rauschbass III | 2 ⁄3′ |
| Posaune        | 16′   |

- Koppeln: II/I, I/P, II/P
- mechanische vierfache Setzeranlage

#### Zwillingskirche
Fast baugleich und ebenfalls von Architekt Karl Higi ist die gleichzeitig mit der Kirche St. Josef Schlieren errichtete Kirche Bruder Klaus Basel (1959–1961 erbaut). Bei beiden Kirchen handelt es sich um einen elliptischen Betonbau, der über einen freistehenden Glockenturm sowie Glasfenster von Ferdinand Gehr verfügt. Anders als St. Josef Schlieren befindet sich im Untergeschoss der Kirche Bruder Klaus ein Pfarreisaal und eine Werktagskapelle.